# Macker
Macker est une ancienne commune française du département de la Moselle en région Grand Est. Elle est absorbée par celle de Helstroff en 1811.

## Géographie
Le village de Macker est traversé par le ruisseau du même nom qui est un affluent de la Nied.

## Toponymie
Anciennement mentionné : Machera (1121), Mackera (1180), Maschra (1270), Maicre (1271), Macre (1444), Maisières près Volmerange (1479), Maxière (1487), Machern alias Maizières (1594), Macheren (xviie siècle), Machern prope Hilstroff (1606), Maizière les Boulay (1681), Macher (1779), Macker (1793), Macher (1801),.
Au XIXe siècle, Macker est également connu au niveau postal sous l'alias de Machern. En francique lorrain : Machern.

## Histoire
En 1681, Macker dépend de la seigneurie de Freistroff ; à la suite de l'édit de juin 1751, ce village est intégré au bailliage de Boulay.
Chef-lieu communal jusqu'en 1811, Macker est réuni à la municipalité de Helstroff par décret du 12 septembre de cette année.

## Démographie
| 1793 | 1800 | 1806 | 1900 |
| ---- | ---- | ---- | ---- |
| 192  | 185  | 197  | 241  |

## Lieux et monuments
- Église Saint-Clément